# Klaus-Henning Rosen
Klaus-Henning Rosen (* 29. April 1938) ist ein deutscher Jurist und Publizist.

## Leben
Klaus-Henning Rosen besuchte das Gymnasium in Mülheim an der Ruhr. Nach dem Abitur absolvierte er bis 1957 eine Ausbildung als Industriekaufmann bei Siemens. Ab 1960 studierte er Rechtswissenschaften in Stuttgart und schloss dort das Studium 1969 mit der zweiten Staatsprüfung ab. Nach dem Jurastudium war er als Volljurist als Richter in Lörrach und Freiburg tätig.
Im Jahr 1970 wurde Rosen Beamter im Justiz- sowie Arbeits- und Sozialministerium Baden-Württemberg und persönlicher Referent des Arbeits- und Sozialministers Walter Hirrlinger (siehe auch Sozialverband VdK Deutschland e.V.) und betätigte sich bis 1973 als Erster Staatsanwalt in Stuttgart. Ab 1973 arbeitete er im Bundesdienst des Bundeskanzleramtes. Von 1976 bis 1989 leitet er das persönliche Büro des Alt-Bundeskanzlers Willy Brandt.
Von 1990 bis 1991 war er Beamter im Innerdeutsche Ministerium, danach 1991 bis 2003 Beamter im Bundesministerium des Innern. Von 1998 bis 2003 war er dort als Ministerialdirektor Abteilungsleiter und unter anderem für Zivil- und Katastrophenschutz zuständig.
Anschließend wirkte Klaus-Henning Rosen als politischer Publizist. Seine wichtigsten Themen waren die Reform des Extremistenbeschlusses, Extremismus, Aufarbeitung der NS-Zeit sowie Flüchtlingsfragen. Rosen ist Mitbegründer des Blick nach Rechts, eines Organs der SPD. Dessen publizistischen Schwerpunkte sind der Rechtsextremismus, Ausländerfragen, Bevölkerungsschutz sowie das deutsch-jüdische Verhältnis.
Im Ruhestand hat Klaus-Henning Rosen für Rheinbreitbach (Verbandsgemeinde Unkel) heimatkundliche Themen bearbeitet. Er veröffentlichte einen Stadtführer. Rosen leitete zehn Jahre den SPD-Ortsverein Rheinbreitbach. Seit mehreren Legislaturperioden nimmt er in der Verbandsgemeinde Unkel als Ratsherr, Fraktionsvorsitzender und Mitglied mehrerer Ausschüsse kommunalpolitische Ämter wahr.

## Meistermann-Porträt
Klaus-Henning Rosen hat ein Jahr nach dem Tod des früheren Bundeskanzlers und SPD-Vorsitzenden ein Brandt-Erinnerungswerk herausgegeben, das, so Der Spiegel, „von sonst üblichen Devotionalien abweicht“. In dem Buch Georg Meistermann malt Willy Brandt dokumentiert Rosen die Entstehungsgeschichte dieses bekanntermaßen „umstrittenen Kanzler-Porträts“. Das Vorwort schrieb Rudolf Scharping. Bis 1978 hingen in der Altkanzler-Galerie im Bonner Kanzleramt konventionelle Porträts von Konrad Adenauer, Ludwig Erhard und Kurt Georg Kiesinger. Auch Brandt-Nachfolger Helmut Schmidt verlangte von Meistermann ein „ähnliches Bild zu malen“, aber weder Brandt noch der Künstler wollten sich an die Vorgabe halten. Ein anti-naturalistisches, an die Malweise des britischen Künstlers Francis Bacon erinnerndes Bild, so der Spiegelbericht, bei dem es wohl schwerfiel, „spontan Begeisterung“ (Rosen) zu äußern. 1984 ließ Helmut Kohl das Meistermann-Werk aus der Kanzlergalerie entfernen. Rosen hat sich seit seiner Dokumentation weiter mit der Galerie der Bundeskanzler befasst. Unter anderem hat er für den Ausstellungskatalog zum 100. Geburtstag von Georg Meistermann Das Leben des Menschen ist eingehüllt in Farbe, herausgegeben von Justinus Maria Calleen und Rolf Jessewitsch (Damm und Lindlar Verlag Berlin 2011), einen Beitrag verfasst: Eingeholt von erneuter Verfemung. Die Geschichte der beiden Brandt-Porträts des Georg Meistermann.

## Willy-Brandt-Forum
Inzwischen befindet sich Rosen im Ruhestand. Er konnte für das Willy-Brandt-Forum in Unkel den Abschluss eines Dauerleihvertrages für das Brandt-Porträt von Georg Meistermann gewinnen. Von 2011 bis 2014 war Klaus-Henning Rosen Vorsitzender des Willy-Brandt-Forums. Rosen schöpft thematisch aus 13 Jahren gemeinsamen Werdegang mit Willy Brandt. Der letzte Kontakt fand am 10. November 1989 im Flugzeug nach Berlin statt, als die Berliner Mauer geöffnet war, erinnert sich Rosen, der auf rund 30 Jahre Innenpolitik-Erfahrung zurückblicken kann. „Willy Brandt hat uns viele Themen hinterlassen, die auch heute noch brandaktuell sind“, soweit der Weggefährte von Willy Brandt. Das Arbeitsverhältnis bei Willy Brandt wurde zum Ende des Jahres 1989 beendet. Der letzte Kontakt mit Willy Brandt fand im Jahre seines Todes (1992) statt.

## Mitgliedschaften
Mitglied der Deutschen Stiftung für UNO-Flüchtlingshilfe, 1987–2003 stellvertretender Vorsitzender, Herausgeber des Jahrbuchs der Stiftung.
Klaus-Henning Rosen ist Mitglied der Meistermann-Gesellschaft.
Er war von September 2011 bis April 2014 Vorsitzender des Vorstandes der Bürgerstiftung Unkel des Willy-Brandt-Forums.
Weiterhin ist er Mitglied im Deutschen Komitee für Katastrophenvorsorge, deren operativen Beirat er von 2003 bis 2011 leitete. Die Mitgliedschaft wurde beendet.
Er ist Mitglied im Stiftungskuratorium von AMCHA Deutschland. Die Mitgliedschaft wurde beendet.
Rosen ist Mitglied im Vorstand des Heimatvereins Rheinbreitbach e.V.
Rosen ist Mitglied des Instituts für Information und Dokumentation, Bonn, und dessen Schatzmeister.

## Ehrungen und Auszeichnungen
- 2003: Bundesverdienstkreuz am Bande
- Goldenes Feuerwehrabzeichen
- Ehrenzeichen des Technischen Hilfswerks in Silber

## Veröffentlichungen
- Anmerkungen zur Garagenverordnung. In: Baden-württembergisches Verwaltungsblatt (BaWüVBl). 1967 (Dazu Erwiderung von Regierungsassessor Dr. Fritz Wenger. Nochmals: Ordnungswidrigkeiten nach der Garagenverordnung. In: BaWüVBl 1967, 117 mit Erwiderung des Autors Seite 18).
- Urteil des Landgerichts Freiburg vom 21. Februar 1967 zur Unterhaltspflicht eines westdeutschen Vaters gegenüber dem in der DDR lebenden außerehelich gezeugten Kind. Veröffentlicht von Referendar Klaus-Henning Rosen. In: Zeitschrift für das gesamte Familienrecht. April 1967, S. 234 f.
- Immunität und Durchsuchung. Anmerkungen zum Fall des Abgeordneten Wienand. In: Zeitschrift für Rechtspolitik. 7. Jahrgang, April 1974, S. 80 f.
- als Herausgeber: Jahrbücher der Deutschen Stiftung UNO-Flüchtlingshilfe 1987, 1988, 1989, 1990, 1991, 1992, 1993. Nomos-Verlagsgesellschaft, Baden-Baden.
- als Herausgeber: Jahrbücher der Deutschen Stiftung für UNO-Flüchtlingshilfe 1995, 1996/1997, 1997/1998, 1998/1999, 1999/2000, 2002/2003. jeweils mit Einführungen sowie einer Reihe mit Flüchtlingsschicksalen, vom Hrsg. Marcus Tullius Cicero; Ernst Reuter; Aeneas. Ost-West-Verlag, Bad Honnef.
- Hans-Koschnick (Hrsg.): Der Abschied vom Extremistenbeschluß. Bearbeitet von Klaus-Henning Rosen. Verlag Neue Gesellschaft GmbH, Bonn 1979.
- Rechtsterrorismus. Gruppen – Täter – Hintergründe. In: Gerhard Paul (Hrsg.): Hitlers Schatten verblaßt. Die Normalisierung des Rechtsextremismus. Verlag J. H. W. Dietz, Nachf, Bonn 1989.
- Anmerkungen zur Treuepflicht des öffentlichen Dienstes der Bundesrepublik Deutschland – Die Geschichte des Extremistenbeschlusses. In: Tel Aviver Jahrbuch für deutsche Geschichte. Band XIX. Bleicher Verlag, 1990.
- als Herausgeber: Die Republikaner – Aspekte einer rechten Partei. Daten-Fakten-Hintergründe. Veröffentlicht vom Institut für Information und Dokumentation e.V. Bonn 1991.
- Bewältigung der Nazizeit durch Lügen. Identitätssuche und „revisionistische Geschichtsschreibung“. Vortrag gehalten am 18. Oktober 1987 in der Israelitischen Cultusgemeinde Zürich. In: Helmut Donat, Lothar Wieland (Hrsg.): „Auschwitz erst möglich gemacht?“ Überlegungen zu jüngsten konservativen Geschichtsbewältigung. Donat Verlag, Bremen 1991.
- Die zweite Vertreibung. Fremde in Deutschland. Verlag J. H. W. Dietz Nachf, Bonn 1992 (Vorbemerkung, 5 Seiten; Wie Gewalt entsteht. 17 Seiten).
- Georg Meistermann malt Willy Brandt. Eine Dokumentation. Mit einem Vorwort von Rudolf Scharping. Bock, Bad Honnef 1993.
- Menschenrechte konkret: Hilfen der Sozialdemokratie für verfolgte Bürger. In: Dieter Dowe (Hrsg.): Die Ost- und Deutschlandpolitik der SPD in der Opposition 1982–1989. Papiere eines Kongresses der Friedrich-Ebert-Stiftung am 14. und 15. September 1993 in Bonn. Forschungsinstitut der Friedrich-Ebert-Stiftung Historisches Forschungszentrum, Bonn 1993.
- Ergebnisse der UN-Konferenz über Bevölkerung und Entwicklung in Kairo. In: Studenteninitiative Wirtschaft & Umwelt e.V. (Hrsg.): Globales Bevölkerungswachstum – Exponentielle in Chaos? Münster 1995.
- Strafprozessgesetz der Republik Jemen. Gesetz Nr. 13 von 1994. Eigenverlag Sana’a, Rheinbreitbach 2008.
- Wechsel der Bedrohungslagen. In: Bundesamt für Bevölkerungsschutz und Katastrophenhilfe (Hrsg.): 50 Jahre Zivil- und Bevölkerungsschutz in Deutschland. 2008.
- Strafgesetzbuch der Republik Jemen. Eigenverlag Sana’a, Rheinbreitbach 2009.
- Rasten und Pädche in Rheinbreitbach. In: Heimatverein Rheinbreitbach e.V., Dr. Lotte Perpeet, Klaus-Henning Rosen (Hrsg.): Rheinbreitbacher Heimatheft. Nr. 15. Edition Wolkenburg, Rheinbreitbach 2010, ISBN 978-3-934676-24-4, S. 6–62 (96 S.).
- Eingeholt von erneuter Verfemung. Die Geschichte der beiden Brandt-Porträts von Georg Meistermann. In: Justinus Maria Calleen, Rolf Jessewitsch (Hrsg.): Das Leben des Menschen ist eingehüllt in Farbe. Georg Meistermann zum hundertsten Geburtstag. Damm und Lindlar-Verlag, Berlin 2011.
- Geschichte des Katasterwesens in der preußischen Rheinprovinz. Zur Herkunft der Flurnamen am Beispiel Rheinbreitbach. In: Landkreis Neuwied (Hrsg.): Heimatjahrbuch 2011. Neuwied 2010, ISBN 978-3-9809797-8-8, S. 287–29.
- Das Willy-Brandt-Forum Unkel. In: Landkreis Neuwied (Hrsg.): Heimat-Jahrbuch 2014. Neuwied 2013.
- Vom rheinischen Kriesgstheater zum Urkataster. Vermessungsarbeiten im Rheinland. In: Heimatverein Rheinbreitbach e.V. (Hrsg.): Streiflichter aus preußischer Zeit. Landvermesser, Brandbekämpfer und ein Geheimer Bergrat. Heimatheft. Nr. 20. edition wolkenburg, Rheinbreitbach 2015, ISBN 978-3-934676-30-8 (formal falsch), S. 14–42.
- Grenzland – Meine Zeit mit Willy Brandt. Verlag H. J. W. Dietz Nachf., Bonn 2017, ISBN 978-3-8012-0493-8, S. 22 ff. (328 S.).
- Heimatverein Rheinbreitbach e.V. (Hrsg.): Ortsgemeinde Rheinbreitbach Jüdische Bürgerinnen und Bürger 1700–1942. 2019.
- Die jüdische Gemeinde Rheinbreitbach. mit Beiträgen von Heinrich Tintner und Martina Rohfleisch. In: Heimatverein Rheinbreitbach e.V. (Hrsg.): Heimatheft. Nr. 26. edition wolkenburg, Rheinbreitbach 2021, ISBN 978-3-934676-37-4 (176 S.).
- Auf der Suche nach einer verlorenen Zeit. Die jüdische Gemeinde Rheinbreitbach. In: Landkreis Neuwied (Hrsg.): Heimatjahrbuch 2023. Neuwied 2022, ISBN 978-3-9822723-3-7, S. 224–236.